# Williams FW22
Chronologie des modèles (2000)
Williams FW21 Williams FW23
La Williams FW22 est la monoplace de Formule 1 de l'écurie Williams F1 Team engagée lors de la saison 2000 de Formule 1. Elle est pilotée par l'Allemand Ralf Schumacher et l'Anglais Jenson Button. Les pilotes d'essais sont le Brésilien Bruno Junqueira et l'Allemand Jörg Müller. C'est la première monoplace de l'écurie britannique mue par un moteur BMW.

## Historique

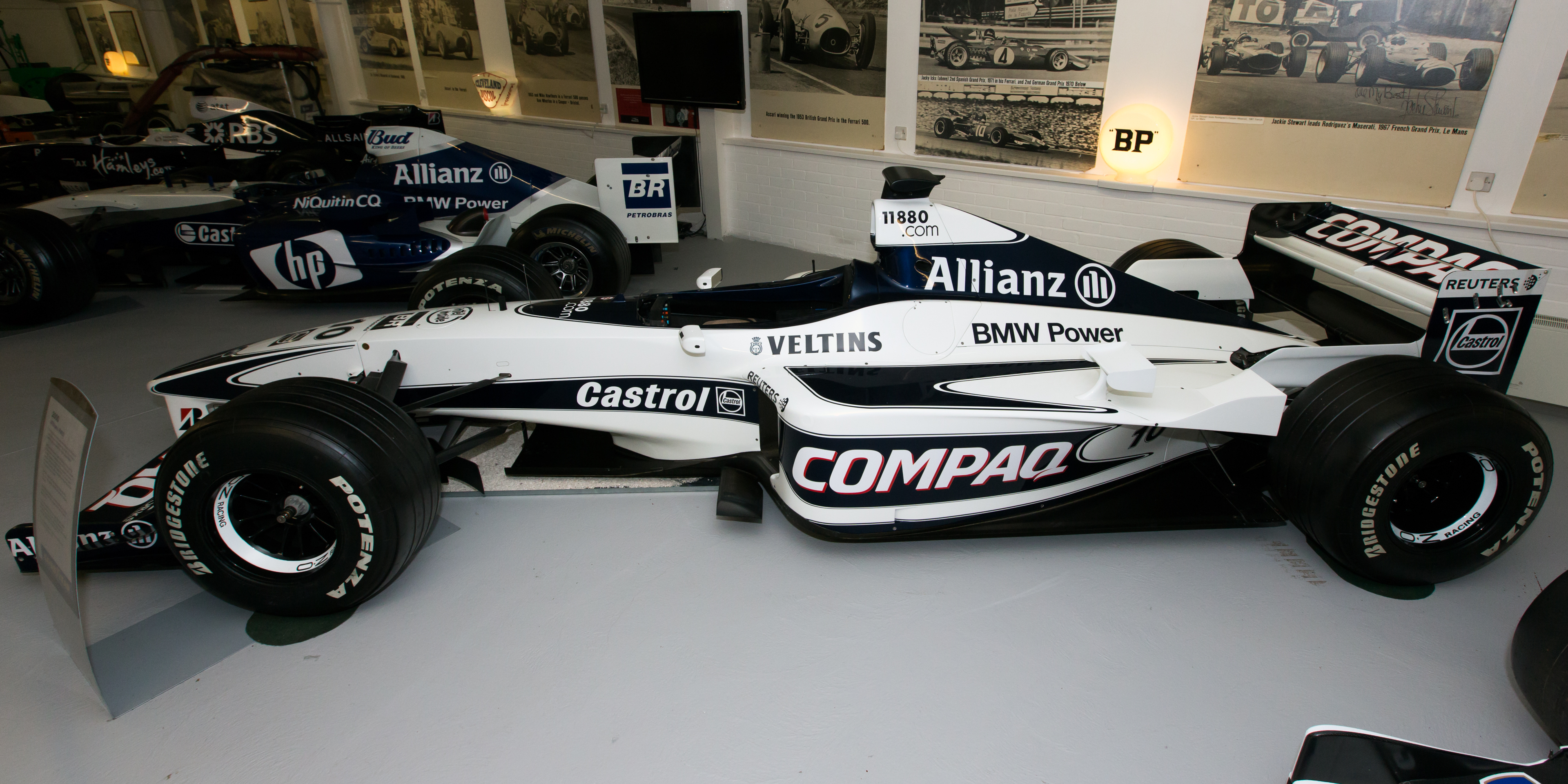
La Williams FW22 de Jenson Button en exposition au Donington Grand Prix Collection.

La Williams FW22 est une évolution de la Williams FW21 de l'année précédente. L'ingénieur Geoff Willis a revu l'aérodynamique de la voiture qui s'avère très performante dans les circuits rapides, mais l'appui de la FW21 doit être augmenté par deux flaps situés sur les pontons et un aileron au capot moteur pour conserver les performances sur les circuits lents. Le moteur BMW de 800 chevaux est l'un des plus performants du plateau.
La saison débute par un podium de Ralf Schumacher au Grand Prix d'Australie tandis que la première course de Formule 1 de Jenson Button se solde par un abandon sur casse moteur. Les deux pilotes terminent néanmoins dans les points lors du Grand Prix suivant au Brésil. Le Grand Prix de Saint-Marin est cependant un échec pour l'écurie britannique : aucun pilote ne rallie l'arrivée, situation qui se réitère à Monaco, aux États-Unis et en Malaisie,,,.
Jenson Button signe sa meilleure performance au Grand Prix d'Allemagne où, parti de la seizième place, il termine en quatrième position en profitant de l'abandon de la plupart de ses concurrents. Ralf Schumacher signe quant à lui la troisième place au Grand Prix de Belgique et au Grand Prix d'Italie,.
À la fin de la saison, Williams F1 Team termine à la troisième place du championnat des constructeurs avec trente-six points. Ralf Schumacher prend la cinquième place du championnat des pilotes avec vingt-quatre points tandis que Jenson Button se classe huitième avec douze points.

## Résultats en championnat du monde de Formule 1

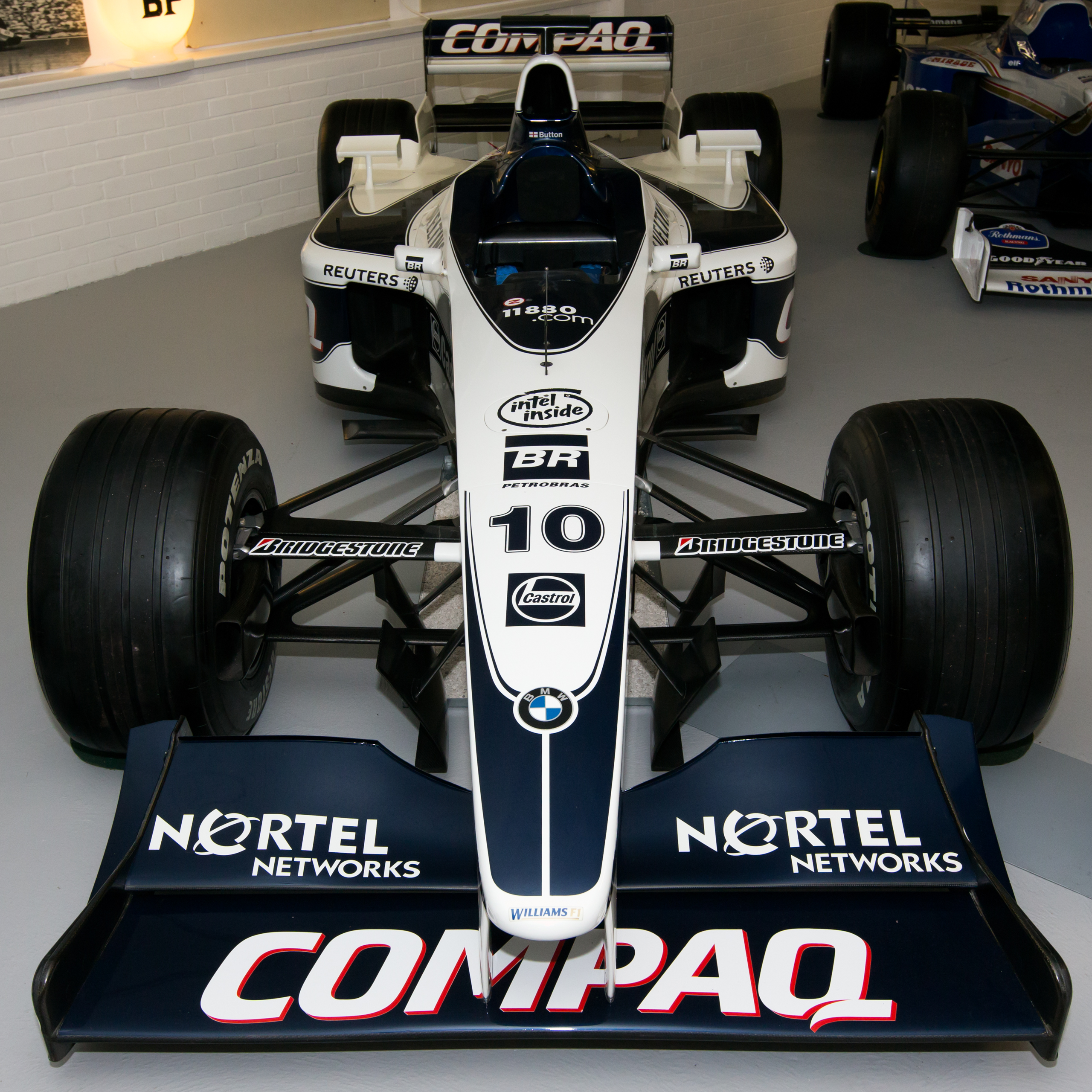
La Williams FW22 de Jenson Button en exposition au Donington Grand Prix Collection.

| Saison | Écurie               | Moteur      | Pneus       | Pilotes         | Courses | Courses | Courses | Courses | Courses | Courses | Courses | Courses | Courses | Courses | Courses | Courses | Courses | Courses | Courses | Courses | Courses | Points inscrits | Classement |
| Saison | Écurie               | Moteur      | Pneus       | Pilotes         | 1       | 2       | 3       | 4       | 5       | 6       | 7       | 8       | 9       | 10      | 11      | 12      | 13      | 14      | 15      | 16      | 17      | Points inscrits | Classement |
| ------ | -------------------- | ----------- | ----------- | --------------- | ------- | ------- | ------- | ------- | ------- | ------- | ------- | ------- | ------- | ------- | ------- | ------- | ------- | ------- | ------- | ------- | ------- | --------------- | ---------- |
| 2000   | BMW Williams F1 Team | BMW E41 V10 | Bridgestone |                 | AUS     | BRÉ     | SMR     | GBR     | ESP     | EUR     | MON     | CAN     | FRA     | AUT     | ALL     | HON     | BEL     | ITA     | USA     | JAP     | MAL     | 36              | 3e         |
| 2000   | BMW Williams F1 Team | BMW E41 V10 | Bridgestone | Ralf Schumacher | 3e      | 5e      | Abd     | 4e      | 4e      | Abd     | Abd     | 14e     | 5e      | Abd     | 7e      | 5e      | 3e      | 3e      | Abd     | Abd     | Abd     | 36              | 3e         |
| 2000   | BMW Williams F1 Team | BMW E41 V10 | Bridgestone | Jenson Button   | Abd     | 6e      | Abd     | 5e      | 17e     | 10e     | Abd     | 11e     | 8e      | 5e      | 4e      | 9e      | 5e      | Abd     | Abd     | 5e      | Abd     | 36              | 3e         |

Légende : ici 